# إيك باتلر
إيك باتلر (بالإنجليزية: Ike Butler) هو لاعب كرة قاعدة أمريكي، ولد في 22 أغسطس 1873، وتوفي في 17 مارس 1948 في أوكلاند في الولايات المتحدة.
1. ↑   https://www.tradingcarddb.com/Person.cfm/pid/93685/. {{استشهاد ويب}}: |url= بحاجة لعنوان (مساعدة) والوسيط |title= غير موجود أو فارغ (من ويكي بيانات) (مساعدة)